# Shahira Amin
Shahira Amin (àrab: شهيرة أمين, Xahīra Amīn) és una periodista i activista egípcia.
Antiga subdirectora del canal estatal de televisió egipci Nile TV International, i un dels seus principals promotors, va renunciar al càrrec, que havia exercit durant divuit anys, el 3 de febrer de 2011, al considerar la seva informació com a esbiaixada en la cobertura de la Revolució egípcia de 2011. La seva renúncia es va convertir ràpidament en notícia a tot el món arran d'un únic tuit. Amin es va trobar sense voler al centre d'una tempesta mediàtica internacional a l'alçada de la revolució del 2011 a Egipte. Nil TV li va impedir informar sobre la massiva revolta popular que estava tenint lloc a la Plaça Tahrir. Ella no s'ho va pensar dues vegades, va abandonar el seu lloc per sumar-se al moviment dels activistes que es trobaven a la Plaça Tahrir.
A partir d'aquest moment, Amin es convertí en portaveu de les dones del seu país, participant en conferències arreu del món, i criticant el «deteriorament» dels drets de les dones després de la «primavera àrab», on es va registrar una revolució, «obra dels joves i de les dones, però [que ella considerà] que se l'havien apropiat els homes i els militars».
L'actuació ètica d'Amin contra la censura no va acabar amb la seva carrera. Immediatament després de la seva renúncia, va començar a escriure per a Index on Censorship, un lloc web dedicat a la lliure expressió en mitjans de comunicació i drets civils. Als editors del lloc web els agradà la seva feina i li van demanar que continués escrivint, cosa que ha fet durant els darrers anys. Amin també va decidir tornar a Nile TV quan li van oferir un altre lloc de treball, després de la caiguda de Hosni Mubàrak, acollint el programa setmanal The Hot Seat. El programa li va donar autonomia respecte al contingut, que cobriria amb una gran varietat d'informacions d'actualitat relacionades amb la regió. El programa s'ocupà també de qüestions de gènere i de tipus econòmic.

## Reconeixements
- VI Premi Internacional de Periodisme Julio Anguita Parrado (2012)[5][6]